# And-Jëf/Mouvement révolutionnaire pour la démocratie nouvelle
And-Jëf/Mouvement révolutionnaire pour la démocratie nouvelle (AJ/MRDN) est un ancien parti politique sénégalais.

## Histoire
En langue wolof And-Jëf signifie "agir ensemble".
Le parti est créé par Reenu-Rew lors d'un congrès clandestin le 28 décembre 1974.
En 1975 la plupart des dirigeants, y compris le premier d'entre eux, Landing Savané, sont jetés en prison.
Savané est libéré en 1976 et reprend ses activités politiques.
And-Jëf est particulièrement actif au sein d'un mouvement syndical, l'Union des travailleurs libres du Sénégal (UTLS).
En mars 1980 And-Jëf lance la publication du mensuel Jaay Doolé Bi (Le Prolétaire).
En juillet 1981 le groupe obtient sa reconnaissance légale en tant que parti, sous le nom de And-Jëf/MRDN.
En 1991 And-Jëf/MRDN est l'un des membres fondateurs de And-Jëf/Parti africain pour la démocratie et le socialisme (AJ/PADS).

## Orientation
C'était un parti marxiste-léniniste, de tendance maoïste.